# Kulluru, Chamarajanagar
Kulluru là một làng thuộc tehsil Chamarajanagar, huyện Chamarajanagar, bang Karnataka, Ấn Độ.